# Саюла (муниципалитет)
Саюла (исп. Sayula) — муниципалитет в Мексике, в штате Халиско, с административным центром в одноимённом городе. Численность населения, по данным переписи 2020 года, составила 37 186 человек.

## Общие сведения
Название Sayula с языка науатль можно перевести как: место мух.
Площадь муниципалитета равна 216 км², что составляет 0,3 % от общей площади штата, а наиболее высоко расположенное поселение Лос-Посос находится на высоте 2308 метров.
Саюла граничит с другими муниципалитетами штата Халиско: на севере с Амакуэкой и Атояком, на востоке с Гомес-Фариасом, на юге с Сапотлан-эль-Гранде и Сан-Габриелем, и на западе с Тапальпой.

## Учреждение и состав
Муниципалитет был образован в 1824 году, по данным 2020 года в его состав входит 28 населённых пунктов, самые крупные из которых:
| Код INEGI                  | Населённый пункт                                                              | Численность населения (2005 год) | Численность населения (2010 год) | Численность населения (2020 год) |
| -------------------------- | ----------------------------------------------------------------------------- | -------------------------------- | -------------------------------- | -------------------------------- |
| 082                        | Всего                                                                         | 34755                            | 34829                            | 37186                            |
| 0001                       | Саюла (исп. Sayula) 19°53′04″ с. ш. 103°35′58″ з. д. (административный центр) | 27311                            | 26789                            | 28145                            |
| 0026                       | Усмахак (исп. Usmajac) 19°52′34″ с. ш. 103°32′27″ з. д.                       | 6811                             | 7269                             | 8317                             |
| 0031                       | Эль-Репаро (исп. El Reparo) 19°53′53″ с. ш. 103°31′05″ з. д.                  | 344                              | 409                              | 477                              |
| 0025                       | Тамальягуа (исп. Tamaliagua) 19°54′00″ с. ш. 103°31′41″ з. д.                 | 73                               | 60                               | 67                               |
| —                          | Прочие                                                                        | 216                              | 302                              | 180                              |
| Названия на карте Генштаба |                                                                               |                                  |                                  |                                  |

## Природные ресурсы
Муниципалитет располагает следующими ресурсами:
- 2300 гектар леса, преимущественно состоящие из таких видов деревьев как сосна, дуб, пихта, акация, каркас, ива, ясень и гикори;

- минеральные — месторождения свинца, извести и грязи.

## Экономическая деятельность
По статистическим данным 2000 года, работоспособное население занято по секторам экономики в следующих пропорциях:
- сельское хозяйство, животноводство и рыбная ловля — 21,4 %;
- промышленность и строительство — 26,4 %;
- торговля, сферы услуг и туризма — 50 %;
- безработные — 2,2 %.

## Инфраструктура
По статистическим данным 2020 года, инфраструктура развита следующим образом:
- электрификация: 99,6 %;
- водоснабжение: 96,7 %;
- водоотведение: 99,6 %.